# ばるぼら (ライター)
ばるぼらは、自称「ネットワーカー。古雑誌収集家 & 周辺文化研究家」。本名、経歴など未詳。

## 著書

### 単著
- 教科書には載らないニッポンのインターネットの歴史教科書 翔泳社, 2005.5
- ウェブアニメーション大百科 GIFアニメからFlashまで 翔泳社, 2006.7
- NYLON100% 80年代渋谷発ポップ・カルチャーの源流 アスペクト 2008.8
- 岡崎京子の研究 アスペクト 2012.7

### 共著
- ウェブログ入門-BloggerとMovable Typeではじめる（共著） 翔泳社, 2003.7
- ノーディスク・ミュージックガイド~iTunes Music Store ですぐ聞ける1000曲案内（共著） ライブドア・パブリッシング 2005.12
- ライブドアに物申す!!（共著）トランスワールドジャパン, 2006.9
- 世界のサブカルチャー（共著）翔泳社, 2008.2
- 消されたマンガ（赤田祐一と共著）鉄人社 2013.7　のち『定本 消されたマンガ』鉄人社文庫
- 20世紀エディトリアル・オデッセイ（赤田祐一と共著）誠文堂新光社 2014.4
- 僕たちのインターネット史（さやわかとの共著）亜紀書房 2017.6
- 日本のZINEについて知ってることすべて : 同人誌,ミニコミ,リトルプレス-自主制作出版史1960～2010年代 （野中モモとの共編著）誠文堂新光社 2017.11
- コミティア魂 漫画と同人誌の40年（あらゐけいいちとの共著）フィルムアート社、2024.3

## 編集・企画
- ユリイカ増刊『オタクVSサブカル! 1991→2005年ポップカルチャー全史』責任編集：加野瀬未友＋ばるぼら 2005.7